# 買賣聖職
買賣聖職（英語：Simony），又稱販賣聖事、販賣聖職，是指用金錢買賣教會職位的罪行。來自行邪術的西满（拉丁語：Simon Magus），據《宗徒大事录8：18-24》記載，西满企圖向聖伯多祿購買「赋给人圣神」的權力，被聖伯多祿拒絕。
中世紀時，世俗的權力鬥爭介入教會，皇帝任命受過高深教育的教士為高級官員，世俗權力加速神職人員的腐化。買賣聖職動搖教會的道德水準，情勢每況愈下。教會內的改革派呼籲恢復傳統的修道生活。克吕尼改革中，教宗額我略七世打擊買賣聖職，引起與亨利四世的敘任權鬥爭。
天主教会认为買賣聖職属于一种反宗教的罪行。